# Költség-haszon elemzés
A költség-haszon elemzés (angol elnevezése szerint cost-benefit analysis, rövidítve CBA), amelyet néha haszon-költség elemzésnek is neveznek, az alternatívák erősségeinek és gyengeségeinek becslésére szolgáló szisztematikus megközelítés. Olyan lehetőségek meghatározására szolgál, amelyek a legjobb megközelítést nyújtják az előnyök eléréséhez, miközben megőrzik a megtakarításokat például az ügyletek, tevékenységek és funkcionális üzleti követelmények terén.A költség-haszon elemzés (CBA) használható a megvalósult vagy potenciális cselekvési irányok összehasonlítására, valamint egy döntés, projekt vagy politika értékének becslésére vagy értékelésére a költségekkel szemben. Általában üzleti vagy politikai döntések (különösen a közpolitika), kereskedelmi tranzakciók és projektberuházások értékelésére használják. Például az Egyesült Államok Értékpapír- és Tőzsdefelügyeletének költség-haszon elemzést kell végeznie, mielőtt szabályozást vagy deregulációt vezetne be.
A költség-haszon elemzésnek két fő alkalmazása van:
1. Annak megállapításához, hogy egy befektetés (vagy döntés) megalapozott-e, meg kell vizsgálni, hogy a haszna meghaladja-e a költségeit, és ha igen, mennyivel.
2. A befektetések (vagy döntések) összehasonlításának alapjaként az egyes opciók teljes várható költségének összehasonlítása a teljes várható hasznukkal.A költséghatékonysági elemzés a költséghatékonysági elemzéshez kapcsolódik. A költség-haszon elemzésben az előnyöket és költségeket pénzben fejezik ki, és a pénz időértékével korrigálják; az időbeli előnyök és költségek összes áramlását közös alapon, nettó jelenértékükben (NPV) fejezik ki, függetlenül attól, hogy azok különböző időpontokban merülnek-e fel. Más kapcsolódó technikák közé tartozik a költség-haszon elemzés, a kockázat-haszon elemzés, a gazdasági hatáselemzés, a költségvetési hatáselemzés és a befektetés társadalmi megtérülésének (SROI) elemzése.

A szervezetek gyakran használják a költség-haszon elemzést egy adott politika kívánatos voltának értékelésére. Ez az előnyök és költségek várható egyensúlyának elemzése, beleértve az esetleges alternatívák és a status quo figyelembevételét is. A költség-haszon elemzés segít megjósolni, hogy egy szakpolitika haszna meghaladja-e (és mennyivel) a költségeit, más alternatívákhoz képest. Ez lehetővé teszi az alternatív politikák rangsorolását a költség-haszon arány szempontjából. Általában a pontos költség-haszon elemzés olyan választási lehetőségeket azonosít, amelyek a jólétet növelik a hasznosság szempontjából. Pontos költség-haszon elemzést feltételezve, a status quo megváltoztatása a legalacsonyabb költség-haszon arányú alternatíva megvalósításával javíthatja a Pareto-hatékonyságot. Bár a költség-haszon elemzés megalapozott becslést adhat a legjobb alternatíváról, az összes jelenlegi és jövőbeli költség és haszon tökéletes értékelése nehéz; a tökéletesség - a gazdasági hatékonyság és a társadalmi jólét szempontjából - nem garantált. A költség-haszon elemzés nem garantált.
A költség-haszon elemzés értéke az egyes költség- és haszonbecslések pontosságától függ. Összehasonlító tanulmányok azt mutatják, hogy ezek a becslések gyakran hibásak, ami megakadályozza a Pareto- és Kaldor–Hicks-hatékonyság javítását. Érdekcsoportok megpróbálhatnak jelentős költségeket belefoglalni vagy kihagyni az elemzésből az eredmény befolyásolása érdekében.

## Történelem

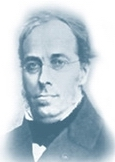
Jules Dupuit francia mérnök és közgazdász, akit a költség–haszon elemzés kidolgozásának úttörőjeként tartanak számon.

A költség-haszon elemzés (CBA) koncepciója Jules Dupuit 1848-as cikkére nyúlik vissza, és Alfred Marshall későbbi munkáiban formalizálta.1 Jules Dupuit úttörője volt ennek a megközelítésnek, amikor először kiszámította „egy olyan projekt társadalmi jövedelmezőségét, mint egy út vagy híd építése.” Ennek megválaszolására Dupuit azt kezdte vizsgálni, hogy a felhasználók milyen hasznot húznak a projektből. Megállapította, hogy a hasznosság mérésének legjobb módszere az, ha megismerjük az egyén fizetési hajlandóságát. Az egyes felhasználók fizetési hajlandóságának összegét véve Dupuit bemutatta, hogy a dolog (híd vagy út vagy csatorna) társadalmi haszna mérhető. Lehet, hogy egyes felhasználók szinte semmit sem hajlandók fizetni, mások sokkal többet, de ezek összege rávilágítana a dolog hasznára. Meg kell ismételni, hogy Dupuit nem azt javasolta, hogy a kormányzat tökéletesen árdiszkriminatív legyen, és minden egyes felhasználónak pontosan annyit számítson fel, amennyit fizetne. Inkább a fizetési hajlandóságuk adott elméleti alapot egy projekt társadalmi értékére vagy hasznára vonatkozóan. A projekt költségei sokkal egyszerűbben kiszámíthatónak bizonyultak. Ha egyszerűen csak az anyagok és a munkaerő összegét vesszük, valamint az utólagos karbantartást, akkor megkapjuk a költséget. Most már pontosan lehetett elemezni a projekt költségeit és hasznát, és megalapozott döntést lehetett hozni.
Az Egyesült Államokban a Hadtest (Corps of Engineers) kezdte el alkalmazni a költség-haszon elemzést, miután az 1936-os Szövetségi Hajózási Törvény előírta annak használatát a vízi infrastruktúrák tervezésekor. A költség-haszon elemzést szövetségi szintű irányelvként az 1939-es Árvízvédelmi Törvény szilárdította meg, amely kimondta, hogy „az előnyök – bárkire is háruljanak – haladják meg a becsült költségeket”.
Az utóbbi időben a költség-haszon elemzést a kiberbiztonsági beruházásokkal kapcsolatos döntések meghozatalára is alkalmazzák. Például a Gordon–Loeb modell segít meghatározni, hogy egy vállalat mennyit érdemes költenie kiberbiztonságra a potenciális veszteségek és a támadások valószínűsége alapján.

### Közpolitika
A költség-haszon elemzés szélesebb körű közpolitikai alkalmazása Otto Eckstein  munkájával kezdődött, aki 1958-ban a jóléti közgazdaságtan alapjaira helyezte a módszert, különös tekintettel a vízügyi fejlesztésekre. Az Egyesült Államokban ezt követően a módszert alkalmazták a vízminőség, a szabadidős utazás és a földmegőrzés értékelésére is az 1960-as években. Ekkor született meg az "opciós érték" fogalma is, amely a nem kézzelfogható természeti erőforrások – például nemzeti parkok – társadalmi értékét igyekszik megragadni.
A költség-haszon elemzés alkalmazása kiterjedt olyan közpolitikákra is, amelyek kézzelfogható és nem kézzelfogható előnyöket céloznak, például a mentális betegségekkel, szerhasználattal, felsőoktatással vagy vegyi hulladékkal kapcsolatos intézkedésekre. Az Egyesült Államokban az 1969-es Nemzeti Környezetpolitikai Törvény előírta a szabályozások költség-haszon elemzés-alapú értékelését, amelyet azóta más országok is átvettek. Kormányzati útmutatók – például Kanada, Ausztrália és az Egyesült Államok egészségügyi és katasztrófavédelmi irányelvei – segítik a költség-haszon elemzés (CBA) közpolitikában való alkalmazását.

### Közlekedési beruházások
A közlekedési beruházásokhoz kapcsolódó költség-haszon elemzés az Egyesült Királyságban indult az M1-es autópálya projektjével, majd más jelentős infrastrukturális fejlesztésekre is alkalmazták, például a londoni Victoria metróvonalra. Később a Közlekedési Minisztérium bevezette a NATA (New Approach to Appraisal) módszertant, amely a gazdasági és környezeti hatásokat egyaránt figyelembe vette. A NATA először az 1998-as országos útfelülvizsgálatban jelent meg, majd fokozatosan minden közlekedési ágazatra kiterjesztették, és 2011-re a brit közlekedési értékelések alapkövévé vált.
Az Európai Unió HEATCO (Developing Harmonised European Approaches for Transport Costing and Project Assessment) projektje – amely a Hatodik Keretprogram része volt – felülvizsgálta a tagállamok közlekedési értékelési útmutatóit, és jelentős nemzeti eltéréseket talált. A projekt célja az volt, hogy egységesítse a közlekedési projektek értékelési gyakorlatát az EU-n belül, közös módszertani irányelvek kidolgozásával.
A kanadai közlekedési minisztérium (Transport Canada) 1994-ben kiadott útmutatójával népszerűsítette a költség-haszon elemzés alkalmazását nagy volumenű közlekedési beruházások esetében. Az Egyesült Államok szövetségi és állami közlekedési szervei rendszeresen használnak különféle szoftvereket költség-haszon elemzéshez, például a HERS, BCA.Net, StatBenCost, Cal-BC és TREDIS rendszereket. Az elemzéshez útmutatók érhetők el többek között a Federal Highway Administration, a Federal Aviation Administration, a Minnesota és a Kaliforniai Közlekedési Minisztérium, valamint a Transportation Research Board közgazdasági bizottsága által..

## Pontosság
Az egészségügyi közgazdaságtanban a költség-haszon elemzés gyakran nem bizonyul elégségesnek, mivel az emberi élet értékének meghatározása a fizetési hajlandóság alapján erősen torzulhat a jövedelmi különbségek miatt. Ezért alternatív módszerek – például a költség-hasznosság elemzés, a QALY (minőségileg korrigált életév) és a DALY (betegségteher mutató) – alkalmasabbak lehetnek az egészségpolitikai intézkedések hatásainak vizsgálatára.
Bizonyos környezeti hatások esetén a költség-haszon elemzés (CBA) helyett költséghatékonysági elemzés (CEA) alkalmazása lehet célszerűbb. Ez különösen igaz olyan esetekben, amikor egy konkrét fizikai eredményt kívánnak elérni – például az energiafelhasználás csökkentését az energiahatékonyság növelésével. A költséghatékonysági elemzés egyszerűbb és kevésbé időigényes, mivel nem szükséges pénzben kifejezni az eredményeket, ami egyes esetekben nehéz vagy vitatható lehet.
Az a vélemény is felmerült, hogy ha a modern költség-haszon elemzéseket alkalmazták volna olyan döntésekre, mint például a benzin ólomtartalmának eltávolításának kötelezővé tétele, két javasolt gát megépítésének megakadályozása a Grand Canyon fölötti és alatti szakaszon a Colorado folyón, valamint a munkavállalók vinil-kloridnak való kitettségének szabályozása, ezek az intézkedések nem kerültek volna végrehajtásra (bár mindegyiket rendkívül sikeresnek tartják). Az amerikai Tiszta Levegő Törvényt visszatekintő tanulmányokban olyan esettanulmányként idézték, amelyben a hasznok meghaladták a költségeket, de a hasznok ismerete (amelyeket nagyrészt a részecske szennyezés csökkentésének előnyei tettek ki) csak sok évvel később vált ismertté.

## Folyamat
Egy általános költség-haszon elemzés a következő lépésekből áll:
1. Határozza meg a cselekvés céljait és feladatait.
2. Soroljon fel alternatív intézkedéseket.
3. Sorolja fel az érdekelt feleket .
4. Válasszon ki mérési módszert (mérési módszereket), és mérje meg az összes költség- és haszonelemet.
5. Előrejelzi a költségek és hasznok kimenetelét a vonatkozó időszakban.
6. Minden költséget és hasznot át kell váltani egy közös pénznemre.
7. Alkalmazzon kedvezményes kamatlábat .
8. Számítsa ki a vizsgált intézkedések nettó jelenértékét .
9. Végezzen érzékenységvizsgálatot .
10. Alkalmazza az ajánlott cselekvési irányt.

Az Egyesült Államok szabályozási politikájában a költség-haszon elemzésre az OMB A-4 körlevél ad iránymutatást.
A költség-haszon elemzés megpróbálja mérni egy projekt pozitív vagy negatív következményeit. Hasonló módszert alkalmaznak a környezeti elemzésben is, az úgynevezett teljes gazdasági érték vizsgálatakor. A költségek és a hasznok is változatosak lehetnek. A költségek általában alaposabban vannak bemutatva a költség-haszon elemzésekben, mivel a piaci adatok viszonylag bőségesek. Egy projekt nettó haszna magában foglalhatja a költségmegtakarításokat, a közösség fizetési hajlandóságát (ami azt jelenti, hogy a közösségnek nincs jogi joga a politika hasznaihoz), vagy a kompenzáció elfogadására való hajlandóságot (ami azt jelenti, hogy a közösségnek joga van a politika hasznaihoz) a jóléti változás kapcsán. A hasznok értékelésének alapelve, hogy felsorolják az összes érintett felet, és hozzáadják a pozitív vagy negatív értéket (általában pénzben kifejezve), amit az adott beavatkozás jólétére gyakorolt hatásához társítanak.
Az a tényleges kompenzáció, amelyre egy egyénnek szüksége lenne ahhoz, hogy a jóléte egy politika hatására ne változzon, legfeljebb pontatlanul becsülhető. A kompenzációt gyakran felmérések (kijelentett preferenciák) vagy piaci viselkedés (feltárt preferenciák) segítségével próbálják megbecsülni. A kijelentett preferenciák közvetlen módját jelentik annak, hogy felmérjék például egy környezeti jellemző iránti fizetési hajlandóságot. Ugyanakkor a felmérések résztvevői gyakran nem a valós preferenciáikat adják meg, és a piaci viselkedés nem szolgáltat információt a fontos nem-piaci jóléti hatásokról. A feltárt preferencia egy közvetett módszer az egyéni fizetési hajlandóság megismerésére. Az emberek például olyan piaci döntéseket hoznak, amelyek különböző környezeti jellemzőkkel rendelkező termékeket érintenek, ezzel feltárva, hogy milyen értéket tulajdonítanak a környezeti tényezőknek.
Az emberi élet értéke vitatott kérdés, amikor közlekedésbiztonsági intézkedéseket vagy életmentő gyógyszereket értékelnek. A vitát néha el lehet kerülni a költség-haszon elemzéshez kapcsolódó költség-hasznosság elemzés alkalmazásával, amelyben a hasznokat nem pénzbeli egységekben, például minőségileg korrigált életévekben fejezik ki. A közlekedésbiztonságot mérhetik megmentett életenkénti költség alapján anélkül, hogy pénzbeli értéket rendelnének az élethez. Ugyanakkor a nem pénzbeli mérőszámok korlátozottan alkalmasak olyan politikák értékelésére, amelyek lényegesen eltérő eredményekkel járnak. Egy politika más előnyökkel is járhat, és az olyan mérőszámok, mint a megmentett életenkénti költség, jelentősen eltérő sorrendet adhatnak az alternatívák között a költség-haszon elemzéshez képest. Bizonyos esetekben nemcsak a haszonmutatót változtatják meg, hanem a költség-haszon elemzési stratégiát is közvetlenül elvetik mint mérőeszközt. Az 1980-as években, a munkavállalók biztonságának érdekében, az amerikai Legfelsőbb Bíróság fontos döntést hozott arról, hogy elveti a befektetés megtérülésének figyelembevételét, és helyette a legkisebb költség-haszon arányra törekszik a meghatározott szabványok teljesítéséhez. 
Egy másik mérőszám a környezet értékelése, amelyet a 21. században általában az ökoszisztéma-szolgáltatások emberi értékének meghatározásával mérnek (például a levegő és víz minősége, valamint a szennyezéttségük). Pénzbeli értékeket rendelhetnek más immateriális hatásokhoz is, mint például az üzleti hírnév, a piaci behatolás vagy a hosszú távú vállalati stratégia összehangolása.

## Idő és diszkontálás
A költség–haszon elemzés (CBA) általában arra törekszik, hogy minden releváns költséget és hasznot közös időbeli alapra helyezzen, a pénz időértékének figyelembevételével. Ez gyakran úgy történik, hogy a jövőbeli várható költség- (C) és haszonáramokat (B) jelenértékké alakítják egy diszkontráta segítségével, a nettó jelenértéket (NPV) pedig a következő képlettel határozzák meg:{\displaystyle {\text{NPV}}=\sum _{t=0}^{\infty }{B_{t}-C_{t} \over {(1+r)^{t}}}}A diszkontráta megválasztása szubjektív. Egy alacsonyabb ráta azt jelenti, hogy a jelenlegi és a jövőbeli generációkat egyformán értékeljük. Magasabb ráták (például egy piaci hozamráta) az emberi jelenorientáltságot vagy hiperbolikus diszkontálást tükrözik: vagyis azt, hogy az emberek nagyobb értéket tulajdonítanak annak a pénznek, amit a közeljövőben kapnak meg, mint annak, amit a távoli jövőben. Empirikus kutatások szerint az emberek valóban hasonló módon diszkontálják a jövőbeli hasznokat. A diszkontráta megválasztása nagy hatással van a hosszú távú hatásokat célzó beavatkozások értékelésére. Például az equity premium puzzle (részvényhozam-többlet paradoxon) arra utal, hogy a részvények hosszú távú hozamai magasabbak lehetnek annál, amit a kockázat és bizonytalanság alapján elvárnánk. Ha ez igaz, akkor a piaci hozamráta nem megfelelő alap a diszkontráta meghatározásához, mivel alábecsülné a távoli jövőben keletkező hasznokat.

### A diszkontráta kiválasztásának módszerei
Nyilvánosan jegyzett vállalatok esetében lehetséges egy projekt diszkontrátáját egy egyensúlyi eszközárazási modell segítségével meghatározni, amely kiszámítja a vállalat saját tőkéjének elvárt hozamát, majd feltételezi, hogy a projekt kockázati profilja hasonló ahhoz, amellyel a vállalat szembesül. Gyakran használt modellek közé tartozik a tőkepiaci eszközárazási modell (CAPM):{\displaystyle r=r_{f}+\beta \left[\mathbb {E} (r_{M})-r_{f}\right]} és a Fama-francia modell : {\displaystyle r=\underbrace {r_{f}} _{\text{Risk-Free Rate}}+\beta _{M}\underbrace {\left[\mathbb {E} (r_{M})-r_{f}\right]} _{\text{Market Risk}}+\beta _{SMB}\underbrace {\left[\mathbb {E} (r_{S})-\mathbb {E} (r_{B})\right]} _{\text{Size Factor}}+\beta _{HML}\underbrace {\left[\mathbb {E} (r_{H})-\mathbb {E} (r_{L})\right]} _{\text{Value Factor}}} ahol a {\displaystyle \beta _{i}} kifejezések a faktorterheléseket jelentik. Ezeknek a módszereknek egy általánosítása megtalálható az arbitrázs árazási elméletben, amely lehetővé teszi tetszőleges számú kockázati prémium figyelembevételét az elvárt hozam kiszámításakor.

## Kockázat és bizonytalanság
A projekteredményekhez kapcsolódó kockázatot általában a valószínűségszámítás segítségével kezelik. Bár ezt be lehet építeni a diszkontrátába (így az idő múlásával növekvő bizonytalanságot figyelembe véve), általában külön kezelik. Különös figyelmet fordítanak az ügynök kockázatkerülésére: azaz arra, hogy az ügynök előnyben részesíti a kisebb bizonytalanságú helyzetet a nagyobb bizonytalanságúval szemben, még akkor is, ha az utóbbi magasabb várható hozamot kínál.
A költség-haszon elemzés paramétereiben rejlő bizonytalanságot érzékenységvizsgálattal lehet értékelni, amely megmutatja, hogyan reagálnak az eredmények a paraméterek változásaira. Egy formálisabb kockázatelemzés is elvégezhető Monte Carlo módszerrel. Azonban még az alacsony bizonytalansági szint sem garantálja egy projekt sikerét.

### A maximális entrópia elve
Tegyük fel, hogy egy költség-haszon elemzésben olyan bizonytalansági források vannak, amelyeket a Monte Carlo módszerrel a legcélszerűbb kezelni, és a bizonytalanságot leíró eloszlások mind folytonosak. Hogyan válasszuk ki a megfelelő eloszlást a bizonytalansági források modellezéséhez? Egy népszerű módszer a maximális entrópia elvének alkalmazása, amely kimondja, hogy a jelenlegi ismeretek legjobb ábrázolását adó eloszlás az, amelynek a legnagyobb az entrópiája — amely folytonos eloszlások esetén a következőképpen van meghatározva:{\displaystyle H(X)=\mathbb {E} \left[-\log f(X)\right]=-\int _{\mathcal {S}}f(x)\log f(x)dx} ahol {\displaystyle {\mathcal {S}}} a valószínűségi sűrűségfüggvény tartóhalmaza {\displaystyle f(x)} . Tegyük fel, hogy egy sor feltételt írunk elő, amelyeket teljesíteni kell:
1. {\displaystyle f(x)\geq 0}, egyenlőséggel azon kívül {\displaystyle {\mathcal {S}}}
2. {\displaystyle \int _{\mathcal {S}}f(x)dx=1}
3. {\displaystyle \int _{\mathcal {S}}r_{i}(x)f(x)dx=\alpha _{i},\quad i=1,...,m}

ahol az utolsó egyenlőség egy sor momentumfeltétel. Az entrópia maximalizálása ezekkel a feltételekkel a következő funkcionálishoz vezet: {\displaystyle J=\max _{f}\;\int _{\mathcal {S}}\left(-f\log f+\lambda _{0}f+\sum _{i=1}^{m}\lambda _{i}r_{i}f\right)dx} ahol a {\displaystyle \lambda _{i}} Lagrange-szorzók . Ennek a funkcionálisnak a maximalizálása a maximális entrópiájú eloszlás alakjához vezet:{\displaystyle f(x)=\exp \left[\lambda _{0}-1+\sum _{i=1}^{m}\lambda _{i}r_{i}(x)\right]} A maximális entrópia eloszlás alakja és az exponenciális eloszláscsalád között közvetlen megfeleltetés van. A szimulációkban gyakran használt folytonos maximális entrópia eloszlásokra példák a következők:
- Egyenletes eloszlás
  - Nincsenek korlátozások a támogatási készletre vonatkozóan {\displaystyle {\mathcal {S}}\in [a,b]}
  - Feltételezzük, hogy a bizonytalansággal kapcsolatban a lehető legnagyobb tudatlansággal rendelkezünk.
- Exponenciális eloszlás
  - Megadott átlag {\displaystyle \mathbb {E} (X)} a tartókészlet felett {\displaystyle {\mathcal {S}}\in [0,\infty )}
- Gamma eloszlás
  - Megadott átlag {\displaystyle \mathbb {E} (X)} és a logaritmikus átlag {\displaystyle \mathbb {E} (\log X)} a tartókészlet felett {\displaystyle {\mathcal {S}}\in [0,\infty )}
  - Az exponenciális eloszlás speciális eset
- Normális eloszlás
  - Megadott átlag {\displaystyle \mathbb {E} (X)} és variancia {\displaystyle {\text{Var}}(X)} a tartókészlet felett {\displaystyle {\mathcal {S}}\in (-\infty ,\infty )}
  - Ha van egy előre megadott átlagunk és varianciánk a logaritmikus skálán, akkor a lognormális eloszlás a maximális entrópiaeloszlás.

### Költség-haszon elemzés az amerikai kormányzat alatt
A költség-haszon elemzés növekvő használata az Egyesült Államok szabályozási folyamatában gyakran Ronald Reagan elnökségéhez köthető. Bár a költség-haszon elemzés alkalmazása az amerikai döntéshozatalban több évtizedre visszanyúlik, Reagan 12291-es számú végrehajtási rendelete kötelezővé tette annak használatát a szabályozási folyamatban. Deregulációs programjával kampányolva 1981-ben kiadta azt a rendeletet, amely felhatalmazta az Információs és Szabályozási Ügyek Hivatalát (OIRA) az ügynökségi szabályozások felülvizsgálatára, és előírta a szövetségi ügynökségek számára a szabályozási hatáselemzések elkészítését, ha a becsült éves hatás meghaladta a 100 millió dollárt. Az 1980-as években megjelentek a költség-haszon elemzés akadémiai és intézményi kritikái. A három fő kritika a következő volt:
1. Azt a kollektív szövetséget politikai célokra is fel lehetne használni. A költség-haszon összehasonlítások érdemeiről szóló viták felhasználhatók politikai vagy filozófiai célok, szabályok és előírások megkerülésére.
2. Ez a költség-haszon elemzés eredendően szabályozásellenes, és ezért elfogult eszköz. A szakpolitikai hatások monetizálása nem megfelelő eszköz a halálozási kockázatok és az eloszlási hatások értékelésére.
3. Hogy a költség-haszon elemzés elvégzéséhez szükséges idő jelentős késedelmeket okozhat, ami akadályozhatja a szakpolitikai szabályozást.

Ezek a kritikák az 1990-es években a Clinton-kormányzat alatt is folytatódtak. Clinton tovább erősítette az ellen-szabályozási környezetet a 12866-os számú végrehajtási rendeletével. Ez a rendelet megváltoztatta Reagan néhány megfogalmazását, így most már a hasznokat kell igazolniuk (nem pedig meghaladniuk) a költségeket, és bevezette a „diszkrimináció vagy elfogultság csökkentése” elemzésének szükségességét mint hasznot. A költség-haszon elemzés kritikái (ideértve a bizonytalanság értékelését, a jövőbeli értékek diszkontálását és a kockázat számítását) arra szolgáltak, hogy érveljenek amellett, hogy a költség-haszon elemzésnek nem szabad szerepet kapnia a szabályozási folyamatban. Az alkalmazása a szabályozási folyamatban az Obama-kormányzat alatt is folytatódott, miközben viták zajlottak annak gyakorlati és objektív értékéről. Néhány elemző ellenzi a használatát a döntéshozatalban, míg a támogatói az elemzések és számítások fejlesztését szorgalmazzák.

## Kritikák
Gazdasági fogalomként a költség-haszon elemzés értékes támpontot nyújtott számos középítkezési és kormányzati döntéshez, azonban alkalmazása fokozatosan több hátrányt és korlátot is feltárt. Több kritikus érvet is felhoztak ezzel kapcsolatban. Ezek közé tartoznak az aggályok a költségek és hasznok eloszlásának mérésével, a költségek és hasznok jövőbeli generációkra történő diszkontálásával, valamint a jövedelem csökkenő határhasznának figyelembevételével kapcsolatban. Ezenkívül a kizárólag költség-haszon elemzésre való támaszkodás a projekt többdimenziós értéktényezőinek figyelmen kívül hagyásához vezethet.

### Elosztás
A költség-haszon elemzést néhány tudományterületen kritikával illették, mivel az a Kaldor-Hicks kritériumra támaszkodik, amely nem veszi figyelembe az elosztási kérdéseket. Ez azt jelenti, hogy a pozitív nettó haszon döntő jelentőségű, függetlenül attól, hogy ki részesül előnyben és ki szenved hátrányt egy adott politika vagy projekt megvalósításakor. Ennek eredményeként a költség-haszon elemzés figyelmen kívül hagyhatja az egyenlőség és igazságosság kérdéseit, és potenciálisan olyan politikákat részesíthet előnyben, amelyek aránytalanul bizonyos csoportok javára hatnak, miközben másokra terheket hárítanak. Phaneuf és Requate így fogalmaztak: „A mai költség-haszon elemzés a Kaldor-Hicks kritériumra támaszkodik az eredményességről szóló állításokban anélkül, hogy foglalkozna a jövedelemeloszlás kérdéseivel. Ez lehetővé tette a közgazdászok számára, hogy hallgassanak az egyenlőség kérdéseiről, miközben inkább a költségek és hasznok mérésére összpontosítanak.” A felvetett probléma, hogy előfordulhat, hogy az egymást követő politikák hasznai következetesen ugyanannak a csoportnak jutnak, és a költség-haszon elemzés közömbös azzal kapcsolatban, hogy a haszon azokhoz jusson, akik korábban is részesültek belőle, vagy azokhoz, akiket folyamatosan kizártak. Egyes politikai megoldások, például a progresszív adóztatás, képesek kezelni ezeket az aggályokat.

### Leértékelve és a jövő generációi
Mások különféle okokból kritizálták a jövőbeli költségek és hasznok diszkontálásának gyakorlatát, többek között azért, mert az időben távoli klímaváltozás és más környezeti károk költségeit alulértékelheti, illetve azért is, mert ez a gyakorlat lényegében figyelmen kívül hagyja a jövő generációk preferenciáit. Egyes tudósok azt állítják, hogy a diszkontálás alkalmazása elfogulttá teszi a költség-haszon elemzést a jövő generációkkal szemben, és alulbecsüli a klímaváltozás esetleges káros hatásait. A klímaváltozás egyre növekvő jelentősége miatt újra vizsgálják a diszkontálás alkalmazását a költség-haszon elemzésben. Ezek az elfogultságok torzíthatják az erőforrások elosztását.

### Határhaszon
A fő kritika a jövedelem csökkenő határhasznosságából ered. Eszerint a költség-haszon elemzésben (CBA), ha nem alkalmaznak súlyozást, nem igaz, hogy mindenki „ugyanannyit számít”, hanem inkább azok kapnak nagyobb súlyt, akiknek nagyobb a fizetőképességük. Ennek egyik oka, hogy a magas jövedelmű emberek számára egy pénzegység kevésbé értékes, mint az alacsony jövedelműeknek, ezért hajlandóbbak feláldozni egy egységet egy, számukra kedvező változás érdekében. Ez azt jelenti, hogy nincs szimmetria az ügynökök között, vagyis ugyanazon abszolút pénzbeli haszon esetén néhány ember többet profitál belőle. Bármilyen jóléti változás, legyen az pozitív vagy negatív, erősebben érinti az alacsonyabb jövedelműeket, mint a magasabb jövedelműeket, még akkor is, ha a pénzbeli hatások pontosan azonosak. Ez nem csupán a költség-haszon elemzés (CBA) haszonelosztásának problémája, hanem kritika a CBA képességével szemben a hasznok pontos mérésére, mivel ezen kritika szerint a súlyozatlan, abszolút fizetési hajlandóság alkalmazása túlbecsüli a gazdagok költségeit és hasznait, miközben alulbecsüli a szegényekét. Ezt néha a demokrácia elvével magyarázzák, vagyis azzal az érvvel, hogy minden ember preferenciáját ugyanolyan súllyal kellene figyelembe venni az elemzésben (egy ember, egy szavazat), miközben a standard CBA modellben a gazdagok preferenciái nagyobb súlyt kapnak.
Együttesen véve, ezen kifogás szerint a súlyozás elhagyása önmagában is egy döntés — a gazdagabb emberek de facto nagyobb súlyt kapnak. Ennek az értékelési különbségnek a kompenzálására különböző módszerek alkalmazhatók. Az egyik a súlyok használata, amelyek kiszámítására többféle megközelítés létezik. Gyakran Bergson-Samuelson társadalmi jóléti függvényt alkalmaznak, és a súlyokat az emberek fizetési hajlandósága alapján számítják ki. Egy másik módszer a fizetési hajlandóság százalékos arányának használata, ahol a fizetési hajlandóságot a teljes jövedelem vagy vagyon százalékában mérik, hogy figyelembe vegyék a jövedelmet. Ezek a módszerek segítenének a Kaldor-Hicks kritérium által felvetett elosztási aggályok kezelésében is.

### Az értékelés hatókörének korlátozásai
A gazdasági költség-haszon elemzés hajlamos a hasznok értékelését kizárólag gazdasági értékekre korlátozni, miközben figyelmen kívül hagyja más értéktényezők, például a kisebbségi csoportok kívánságainak, a befogadásnak és mások jogainak tiszteletben tartásának fontosságát. Ezeket az értéktényezőket nehéz rangsorolni és súlyozni, ugyanakkor a költség-haszon elemzés nem képes ezeket átfogóan figyelembe venni, így hiányzik belőle a társadalmi jóléti ítéletek integritása és átfogó jellege. Ezért a magasabb szintű értékelést igénylő projektek esetében más értékelési módszereket is alkalmazni kell, és ezekre hivatkozni annak érdekében, hogy kompenzálják ezeket a hiányosságokat, és a projekt társadalomra gyakorolt hatását átfogóbb és integráltabb módon tudják értékelni.

## Fordítás
Ez a szócikk részben vagy egészben  a   Cost–benefit analysis című angol Wikipédia-szócikk ezen változatának fordításán alapul.  Az eredeti cikk szerkesztőit annak laptörténete sorolja fel. Ez a jelzés csupán a megfogalmazás eredetét és a szerzői jogokat jelzi, nem szolgál a cikkben szereplő információk forrásmegjelöléseként.